# پروتکل آدرس اضافه مشترک
پروتکل آدرس اضافه مشترک (به انگلیسی: Common Address Redundancy Protocol) پروتکلی است که به چندین رایانه مختلف که در یک شبکه قرار گرفته‌اند، اجازه می‌دهد تا از یک یا چند آدرس  IP به صورت مشترک استفاده کنند. هدف اصلی این پروتکل تقسیم بار بر روی چند رایانه مختلف است. بنابراین در صورتی‌که یکی از رایانه‌ها از کار افتاد، رایانه‌های دیگر می‌توانند همچنان به درخواست‌های کاربران پاسخ دهند. CARP یک پروتکل آزاد است و می‌تواند به عنوان جایگزینی برای پروتکل HSRP شرکت سیسکو استفاده شود. CARP بیشتر در سیستم‌عامل‌های مبتنی بر بی‌اس‌دی پیاده‌سازی شده‌است.

## مثال
اگر تنها یک کامپیوتر برای اجرای یک برنامه مثل دیوار آتش وجود داشته باشد، در صورتی که به هر دلیلی اتفاقی برای این کامپیوتر بیفتد و نتواند پاسخگوی درخواست‌های کاربران باشد، شبکه‌هایی که در هر دو طرف دیوار آتش قرار گرفته‌اند دیگر قادر نیستند با یکدیگر ارتباط برقرار کنند یا اینکه ارتباط آن‌ها بدون دخالت یک دیوار آتش صورت می‌گیرد. اما اگر دو کامپیوتر برای اجرای برنامه دیوار آتش وجود داشته باشند و این دو کامپیوتر با استفاده از CARP از یک آدرس IP یکسان استفاده کنند، حتی اگر به هر دلیلی یکی از آن‌ها از مدار خارج شد، کامپیوتر دیگر کنترل را در دست گرفته و شبکه‌های موجود در دو طرف دیواره آتش می‌توانند همچنان با یکدیگر ارتباط برقرار کنند، بدون اینکه متوجه شوند یکی از کامپیوترها دچار اشکال شده و قادر به پاسخگویی نیست.

## اصول افزونگی
گروهی از کامپیوترهای میزبان که از CARP استفاده می‌کنند "گروه افزونگی" نامیده می‌شوند. این گروه، آدرسی به خودشان تخصیص می دهند که آن را بین اعضای گروه، تقسیم می‌کنند یا به اشتراک می گذارند. در میان این گروه، یک کامپیوتر به عنوان "اصلی" (master) قرار دارد و بقیه اعضای به عنوان "فرعی" (slave) هستند. کامپیوتر اصلی همانی است که آدرس را در اختیار می‌گیرد و به همهٔ ترافیک و درخواست‌های ARP که برای این آی پی می‌آید جواب می‌دهد. هر کامپیوتری می‌تواند عضو چندین گروه افزونگی باشد. هر کامپیوتر میزبانی باید یک آدرس آی پی منحصربفرد ثانویه‌ای داشته باشد.
یک استفاده معمول CARP، ایجاد یک گروه افزونگی دیواره آتش است. آدرس آی پی مجازی ای که به گروه افزونگی تخصیص داده شده‌است به عنوان آدرس پیش‌فرض روتر کامپیوترهایی که پشت دیواره آتش هستند نشان داده می‌شود. اگر دیواره آتش اصلی خراب شود یا ارتباطش با شبکه قطع شود، آدرس آی پی مجازی توسط یکی از کامپیوترهای فرعی گرفته می‌شود و خللی در دردسترس بودن سرویس وارد نمی شود.